# National Invitation Tournament

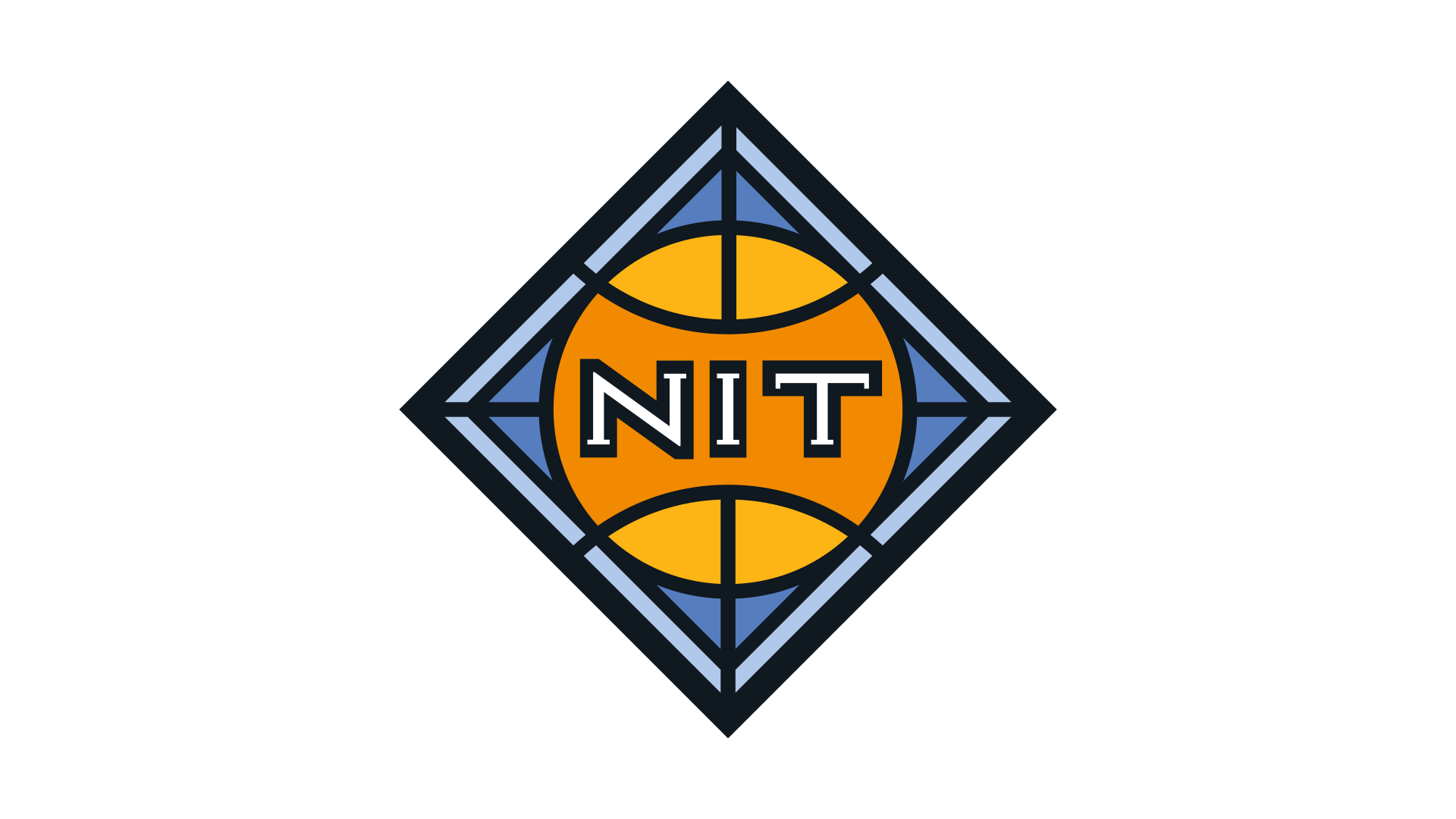
Logo vom NIT-Turnier.

Das National Invitation Tournament (NIT) ist ein US-amerikanisches Einladungsturnier im College-Basketball, das seit 2005 von der NCAA ausgetragen wird. Das Turnier wurde jedoch erstmals bereits 1938 organisiert und damit ein Jahr vor der Gründung des NCAA-Meisterschaftsturniers. Seit 1985 existiert ein zweiter Turniermodus, der im Gegensatz zum ursprünglichen Turnier nicht nach der College-Basketballsaison, sondern davor ausgetragen wird. Dieses so genannte NIT Season Tip-Off findet jedes Jahr im November statt. Das ältere der beiden Formate wird traditionell im New Yorker Madison Square Garden und im März ausgetragen. Nur Letzteres wird im allgemeinen Sprachgebrauch als National Invitation Tournament bezeichnet und mit der gebräuchlichen Abkürzung "NIT" versehen. Beide Austragungsvarianten wurden vor der Übernahme durch die NCAA von der Metropolitan Intercollegiate Basketball Association (MIBA) organisiert.

## Geschichte
Das NIT wurde in den ersten beiden Veranstaltungsjahren von Sportjournalisten der Metropolitan Basketball Writers Association organisiert. Ab 1940 schlossen sich für diese Aufgabe fünf Colleges aus New York zusammen: Fordham University, Manhattan College, New York University, St. John’s University und das Wagner College. Seit 1948 ist diese Gruppe offiziell als Metropolitan Intercollegiate Basketball Association bekannt.
In den Anfangsjahren des NIT wurden alle Spiele des Turniers ausschließlich im Madison Square Garden ausgetragen. Gerade in den 40er- und 50er-Jahren war dies ein Grund für die große Popularität des NIT, da die mediale Berichterstattung in New York für alle Mannschaften sehr reizvoll war. Erst seit 1977 werden die ersten Runden des NIT an den örtlichen Standorten der teilnehmenden Universitäten ausgetragen. Nur die Halbfinals und das Finale finden seitdem im Madison Square Garden statt. Die Änderung des Austragungsmodus lag nicht zuletzt in der bis dahin stark gestiegenen Teilnehmerzahl. 1938 spielten nur sechs Mannschaften das Turnier unter sich aus, 1949 schon zwölf, 1979 waren es 24. Die Rekordzahl an Teilnehmern lag 2002 bei 40 Mannschaften. Seit 2007 ist das Feld auf 32 begrenzt.

## Übernahme durch die NCAA
Im Jahr 2005 verkaufte die MIBA das geschichtsträchtige Turnier an die National Collegiate Athletic Association (NCAA) für einen Gesamtpreis von 56,5 Mio. US-Dollar. Aus dieser Summe flossen 16 Mio. Dollar in die Beendigung des vorangegangenen Rechtsstreits zwischen MIBA und NCAA. Bereits im Jahr 2001 hatten die Organisatoren des NIT die Konkurrenzliga NCAA unter dem Vorwurf der Wettbewerbsverzerrung verklagt. Nach Meinung der Kläger betrieb die NCAA aktive Maßnahmen, um den Erfolg der Veranstaltungen des NIT zu mindern. Im Zentrum der Vorwürfe stand die so genannte „Commitment to participate“-Regel, nach der Mannschaft, die für die Teilnahme am NCAA-Turnier ausgewählt werden, auch an diesem Turnier statt am NIT teilnehmen müssen. Mit dem gemeinsam beschlossenen Verkauf wurde der Rechtsstreit beigelegt.

## Sportliche Bedeutung
Durch den großen Erfolg des NCAA-Turniers hat das NIT über die Jahre an Bedeutung im US-amerikanischen College-Basketball verloren. Speziell seit die NCAA-Regeln es College-Mannschaften verbieten, an anderen Turnieren teilzunehmen, wenn sie sich für das NCAA-Turnier qualifiziert haben, kämpft das NIT mit dem Image eines Turniers für „Verlierer“. Andererseits stellt das NIT für weniger erfolgreiche Mannschaften gerade auch deshalb eine reizvolle Alternative dar, weil sie hier in Abwesenheit der Top-Teams des Landes mediale Beachtung finden. In jüngerer Zeit sind weitere Turniere wie das seit 2008 ausgetragene College Basketball Invitational entstanden, die hinsichtlich der Ausrichtung mit dem NIT vergleichbar sind.

## NIT-Turniersieger
Rekordsieger des Postseason-NITs sind mit sechs Titeln die Teams der heutigen St. John’s Universität. Allerdings legte die Mannschaft ihren jüngsten Titel aus dem Jahr 2003 nieder, nachdem die Universität 2006 von der NCAA der illegalen Bezahlung des Spielers Abe Keita überführt wurde. St. John erklärte daraufhin alle Teamsiege für offiziell ungültig, in denen Keita auf dem Parkett stand. Dazu gehörte unter anderem das NIT-Finale 2003.
Auch die beiden anderen Jahre ohne Turniersieger (1997, 1998) gehen auf Titelniederlegungen aus formalen Gründen zurück, die jeweils nach Turnierende vorgenommen wurden.
| Jahr | Sieger                                                           |
| 2024 | Seton Hall Pirates                                               |
| 2023 | North Texas Mean Green                                           |
| 2022 | Xavier Musketeers                                                |
| 2021 | Memphis Tigers                                                   |
| 2020 | Kein Turnier aufgrund der COVID-19-Pandemie                      |
| 2019 | Texas Longhorns                                                  |
| 2018 | Penn State Nittany Lions                                         |
| 2017 | TCU Horned Frogs                                                 |
| 2016 | George Washington Colonials                                      |
| 2015 | Stanford Cardinal                                                |
| 2014 | Minnesota Golden Gophers                                         |
| 2013 | Baylor Bears                                                     |
| 2012 | Stanford Cardinal                                                |
| 2011 | Wichita State Shockers                                           |
| 2010 | Dayton Flyers                                                    |
| 2009 | Penn State Nittany Lions                                         |
| 2008 | Ohio State Buckeyes                                              |
| 2007 | West Virginia Mountaineers                                       |
| 2006 | South Carolina Gamecocks                                         |
| 2005 | South Carolina Gamecocks                                         |
| 2004 | Michigan Wolverines                                              |
| 2003 | kein Sieger *unberechtigter Spieler bei den St. John’s Red Storm |
| 2002 | Memphis Tigers                                                   |
| 2001 | Tulsa Golden Hurricane                                           |
| 2000 | Wake Forest Demon Deacons                                        |
| 1999 | California Golden Bears                                          |
| 1998 | kein Sieger *Hochschulverstoß bei den Minnesota Golden Gophers   |
| 1997 | kein Sieger *unberechtigter Spieler bei den Michigan Wolverines  |
| 1996 | Nebraska Cornhuskers                                             |
| 1995 | Virginia Tech Hokies                                             |
| 1994 | Villanova Wildcats                                               |
| 1993 | Minnesota Golden Gophers                                         |
| 1992 | Virginia Cavaliers                                               |
| 1991 | Stanford Cardinal                                                |
| 1990 | Vanderbilt Commodores                                            |
| 1989 | St. John’s Red Storm                                             |
| 1988 | Connecticut Huskies                                              |
| 1987 | Southern Miss Golden Eagles                                      |
| 1986 | Ohio State Buckeyes                                              |
| 1985 | UCLA Bruins                                                      |
| 1984 | Michigan Wolverines                                              |
| 1983 | Fresno State Bulldogs                                            |
| 1982 | Bradley Braves                                                   |
| 1981 | Tulsa Golden Hurricane                                           |
| 1980 | Virginia Cavaliers                                               |
| 1979 | Indiana Hoosiers                                                 |
| 1978 | Texas Longhorns                                                  |
| 1977 | St. Bonaventure University                                       |
| 1976 | Kentucky Wildcats                                                |
| 1975 | Princeton Tigers                                                 |
| 1974 | Purdue Boilermakers                                              |
| 1973 | Virginia Tech Hokies                                             |
| 1972 | Maryland Terrapins                                               |
| 1971 | North Carolina Tar Heels                                         |
| 1970 | Marquette Golden Eagles                                          |
| 1969 | Temple Owls                                                      |
| 1968 | Dayton Flyers                                                    |
| 1967 | Southern Illinois Salukis                                        |
| 1966 | BYU Cougars                                                      |
| 1965 | St. John’s Red Storm                                             |
| 1964 | Bradley Braves                                                   |
| 1963 | Providence Friars                                                |
| 1962 | Dayton Flyers                                                    |
| 1961 | Providence Friars                                                |
| 1960 | Bradley Braves                                                   |
| 1959 | St. John’s Red Storm                                             |
| 1958 | Xavier Musketeers                                                |
| 1957 | Bradley Braves                                                   |
| 1956 | Louisville Cardinals                                             |
| 1955 | Duquesne Dukes                                                   |
| 1954 | Holy Cross Crusaders                                             |
| 1953 | Seton Hall Pirates                                               |
| 1952 | La Salle Explorers                                               |
| 1951 | BYU Cougars                                                      |
| 1950 | CCNY Beavers                                                     |
| 1949 | San Francisco Dons                                               |
| 1948 | Saint Louis Billikens                                            |
| 1947 | Utah Utes                                                        |
| 1946 | Kentucky Wildcats                                                |
| 1945 | DePaul Blue Demons                                               |
| 1944 | St. John’s Red Storm                                             |
| 1943 | St. John’s Red Storm                                             |
| 1942 | West Virginia Mountaineers                                       |
| 1941 | Long Island University                                           |
| 1940 | Colorado Buffaloes                                               |
| 1939 | Long Island University                                           |
| 1938 | Temple Owls                                                      |